# جاي ألاي

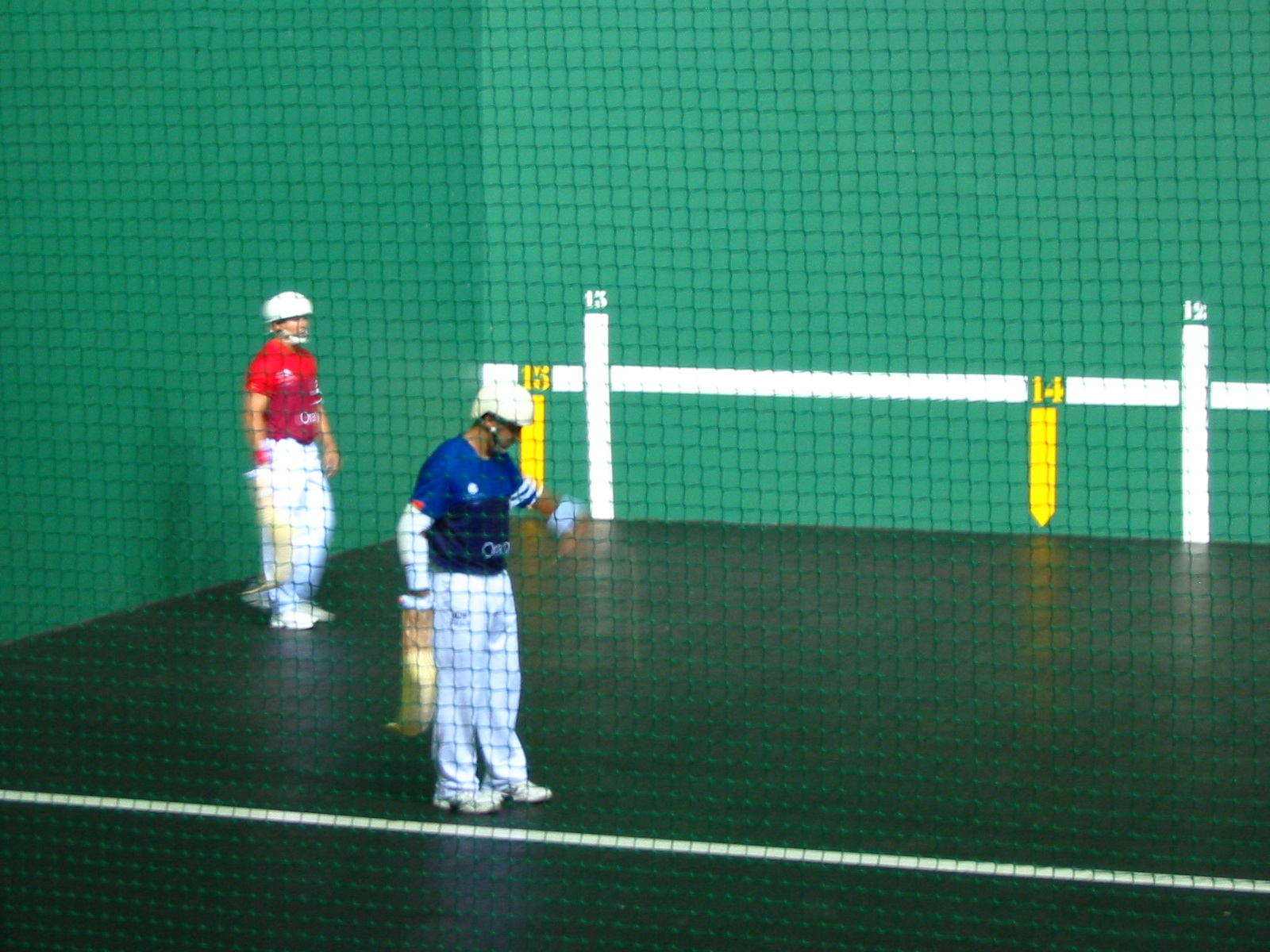
لاعب جاي ألاي

جاي ألاي (بالإنجليزية: Jai alai)‏ وهي رياضة تلعب في شرق الولايات المتحدة، تشبه هذه الرياضة الإسكواش إلا أن مساحة الصالة تكون أكبر وأطول وتكون بلاعبين أكثر تضرب الكرة على الحائط بواسطة مضرب خاص يكون مجوف وصلب يسمى خيستيرا Xistera، يُسَكِن الكُرة وثم يضرب الكرة وألتي تسمى بيلوتا pelota بسرعة عالية، هذه الرياضة تلعب في الولايات المتحدة والمكسيك.

## وصلات خارجية
- https://www.youtube.com/watch?v=UxBUOEy_4H8